# Scottish Cup 1994-1995
La Scottish Cup 1994-1995 è stata la 110ª edizione del torneo. Il Celtic ha vinto il trofeo per la trentesima volta nella sua storia.
Da sottolinerare il cammino dello Stenhousemuir, che dalla terza serie è arrivato fino ai quarti di finale, e dell'Airdrieonians che, pur giocando in seconda serie, ha disputato la finale.

## Formula
Partecipavano squadre di tutti i tornei scozzesi. Le venti squadre appartententi alle prime due serie entrarono in scena al terzo turno; le altre giocarono tra il primo e il secondo turno (per sorteggio, venti furono ammesse direttamente al secondo turno.

## Risultati

### Primo turno
| Squadra 1         | Risultato        | Squadra 2          |
| 17 dicembre 1994  | 17 dicembre 1994 | 17 dicembre 1994   |
| ----------------- | ---------------- | ------------------ |
| Dumbarton         | 3 - 3            | Stirling Albion    |
| Inverness Thistle | 1 - 2            | Queen of the South |
| Stenhousemuir     | 3 - 0            | East Stirlingshire |
| 26 dicembre 1994  |                  |                    |
| Albion Rovers     | 2 - 5            | Montrose           |
| Replay            |                  |                    |
| Stirling Albion   | 3 - 0            | Dumbarton          |

### Secondo turno
| Squadra 1            | Risultato      | Squadra 2              |
| 7 gennaio 1995       | 7 gennaio 1995 | 7 gennaio 1995         |
| -------------------- | -------------- | ---------------------- |
| Alloa Athletic       | 2 - 3          | Ross County            |
| Brechin City         | 2 - 3          | Stirling Albion        |
| Buckie Thistle       | 1 - 4          | Berwick Rangers        |
| Burntisland Shipyard | 6 - 2          | St. Cuthbert Wanderers |
| Cove Rangers         | 2 - 1          | Cowdenbeath            |
| Forfar Athletic      | 0 - 1          | Meadowbank Thistle     |
| Gala Fairydean       | 2 - 6          | East Fife              |
| Queen of the South   | 0 - 2          | Clyde                  |
| Keith                | 2 - 2          | Huntly                 |
| Stenhousemuir        | 4 - 0          | Arbroath               |
| Whitehill Welfare    | 0 - 0          | Montrose               |
| 9 gennaio 1995       |                |                        |
| Queen's Park         | 2 - 2          | Greenock Morton        |
| Replay               |                |                        |
| Huntly               | 3 - 1          | Keith                  |
| Montrose             | 5 - 2          | Whitehill Welfare      |
| Greenock Morton      | 2 - 1          | Queen's Park           |

### Terzo turno
In questo turno scesero in campo, oltre ai vincitori del turno precedente, i dieci club iscritti alla massima serie scozzese e i dieci della seconda serie.
| Squadra 1                | Risultato             | Squadra 2            |
| 28 gennaio 1995          | 28 gennaio 1995       | 28 gennaio 1995      |
| ------------------------ | --------------------- | -------------------- |
| Dundee Utd               | 0 - 0                 | Clyde                |
| Kilmarnock               | 0 - 0                 | Greenock Morton      |
| Aberdeen                 | 1 - 0                 | Stranraer            |
| Cove Rangers             | 0 - 4                 | Dunfermline          |
| Montrose                 | 0 - 2                 | Hibernian            |
| Raith Rovers             | 1 - 0                 | Ayr Utd              |
| Stirling Albion          | 1 - 2                 | Airdrieonians        |
| Celtic                   | 2 - 0                 | St. Mirren           |
| 29 gennaio 1995          |                       |                      |
| Dundee                   | 2 - 1                 | Partick Thistle      |
| 31 gennaio 1995          |                       |                      |
| Falkirk                  | 0 - 0                 | Motherwell           |
| St. Johnstone            | 1 - 1                 | Stenhousemuir        |
| 1 febbraio 1995          |                       |                      |
| Clydebank                | 1 - 1                 | Hearts               |
| East Fife                | 1 - 0                 | Ross County          |
| 6 febbraio 1995          |                       |                      |
| Hamilton Academical      | 1 - 3                 | Rangers              |
| Huntly                   | 7 - 0                 | Burntisland Shipyard |
| Meadowbank Thistle       | 1 - 1                 | Berwick Rangers      |
| Replay - 6 febbraio 1995 |                       |                      |
| Falkirk                  | 0 - 2                 | Motherwell           |
| Replay - 7 febbraio 1995 |                       |                      |
| Berwick Rangers          | 3 - 3 (dts) 6-7 (dtr) | Meadowbank Thistle   |
| Clyde                    | 1 - 5                 | Dundee Utd           |
| Hearts                   | 2 - 1                 | Clydebank            |
| Greenock Morton          | 1 - 2                 | Kilmarnock           |
| Stenhousemuir            | 4 - 0                 | St. Johnstone        |

### Ottavi di finale
| Squadra 1        | Risultato        | Squadra 2          |
| 18 febbraio 1995 | 18 febbraio 1995 | 18 febbraio 1995   |
| ---------------- | ---------------- | ------------------ |
| Airdrieonians    | 2 - 0            | Dunfermline        |
| Celtic           | 3 - 0            | Meadowbank Thistle |
| Dundee           | 1 - 2            | Raith Rovers       |
| Hibernian        | 2 - 0            | Motherwell         |
| Huntly           | 1 - 3            | Dundee Utd         |
| Kilmarnock       | 4 - 0            | East Fife          |
| Stenhousemuir    | 2 - 0            | Aberdeen           |
| 19 febbraio 1995 |                  |                    |
| Hearts           | 4 - 2            | Rangers            |

### Quarti di finale
Gare disputate tra il 10 e il 12 marzo 1995
| Squadra 1     | Risultato | Squadra 2     |
| ------------- | --------- | ------------- |
| Celtic        | 1 - 0     | Kilmarnock    |
| Hearts        | 2 - 1     | Dundee Utd    |
| Raith Rovers  | 1 - 4     | Airdrieonians |
| Stenhousemuir | 0 - 4     | Hibernian     |

### Semifinali
| Squadra 1     | Risultato     | Squadra 2     |
| 7 aprile 1995 | 7 aprile 1995 | 7 aprile 1995 |
| ------------- | ------------- | ------------- |
| Airdrieonians | 1 - 0         | Hearts        |
| 8 aprile 1995 |               |               |
| Hibernian     | 0 - 0         | Celtic        |
| Replay        |               |               |
| Celtic        | 3 - 1         | Hibernian     |

### Finale
Gara disputata il 27 maggio 1995.
| Squadra 1 | Risultato | Squadra 2     |
| --------- | --------- | ------------- |
| Celtic    | 1 - 0     | Airdrieonians |